# Ацо Јовичић
Ацо Јовичић (Ариље, 1943) санитетски је генерал-потпуковник у пензији, лекар, неуропсихијатар, доктор наука и професор ВМА и један од Начелника Војномедицинске академије у Београду.

## Живот и каријера
Рођен је у селу Бјелуша, општина Ариље, где је завршио основно школовање: Медицински факултет студирао је у Сарајеву, а завршио 1967. године, као први у генерацији. Обавезни лекарски стаж обавио је у Војној болници у Сарајеву и на Војномедицинској академији.
Током 1968/69. године служио је војни рок у Школи резервних санитетских официра у Београду као најбољи у класи.
Као трупни војни лекар од почетка 1970. до јуна 1975. године, службовао је у гарнизону у Новом Саду. У том периоду, превремено је унапређен у чин капетана и капетана прве класе и одликован.
Након специјализације неуропсихијатрије, докторску дисертацију је одбранио 1981. године на ВМА. Од завршетка специјализације до 1982. године радио је као одељенски лекар на Клиници за неурологију ВМА, од 1982. до 1987. годи не био је начелник Првог одељења Клинике за неурологију, од 1987. до 1993. године начелник Клинике за неурологију и истовремено начелник Групе клиника за неуропсихијатрију.
Од 1993. до 1996. године био је заменик начелника, а од јуна 1996. до јуна 2001. године био је начелник Војномедицинске академије у Београду.
У чин генерал-мајора унапређен је по редовном поступку јуна 1995, а децембра 1997. године превремено је унапређен у чин генерал-потпуковника.

## Дело
За доцента неуропсихијатрије изабран је 1982. године, за ванредног професора 1987, а за редовног 1992. године. Био је на усавршавању у Њукаслу 1984. и Минхену 1986. године.
У домаћим и интернационалним часописи ма објавио је 856 стручних и научних радова. Аутор је три стручне књиге и коаутор 15 књига. Активно је уче ствовао у 20 стручних и научних скупова широм све та. Био је ментор у више од 100 магистеријума и доктората и активни члан Уређивачког одбора часописа Војносанитетски преглед од 1982. године.
Од почетка стручне и научне каријере бавио се бројним области ма неурологије, нарочито васкуларним обољењима мозга, неуроимунолошким обољењима и поремећа јима, молекулским основама неуролошких обољења и поремећаја и фармакотерапијом.
Своју стручну, научну и наставну активност није прекидао ни за време обављања највиших функција на ВМА. У периоду од 1996—-2001. године био је на дужности Начелника ВМА.
Од 1976. годи не активно се посвећивао свим областима клиничке неурофизиологије. Био је активан члан свих домаћих професионалних удружења неуролога и неурофизиолога, светских асоцијација неуролога и неурофизи олога и европског друштва неуролога.

## Признања
Добитник је бројних признања у земљи и иностранству и више пута је одликован и награђиван.